# Markland

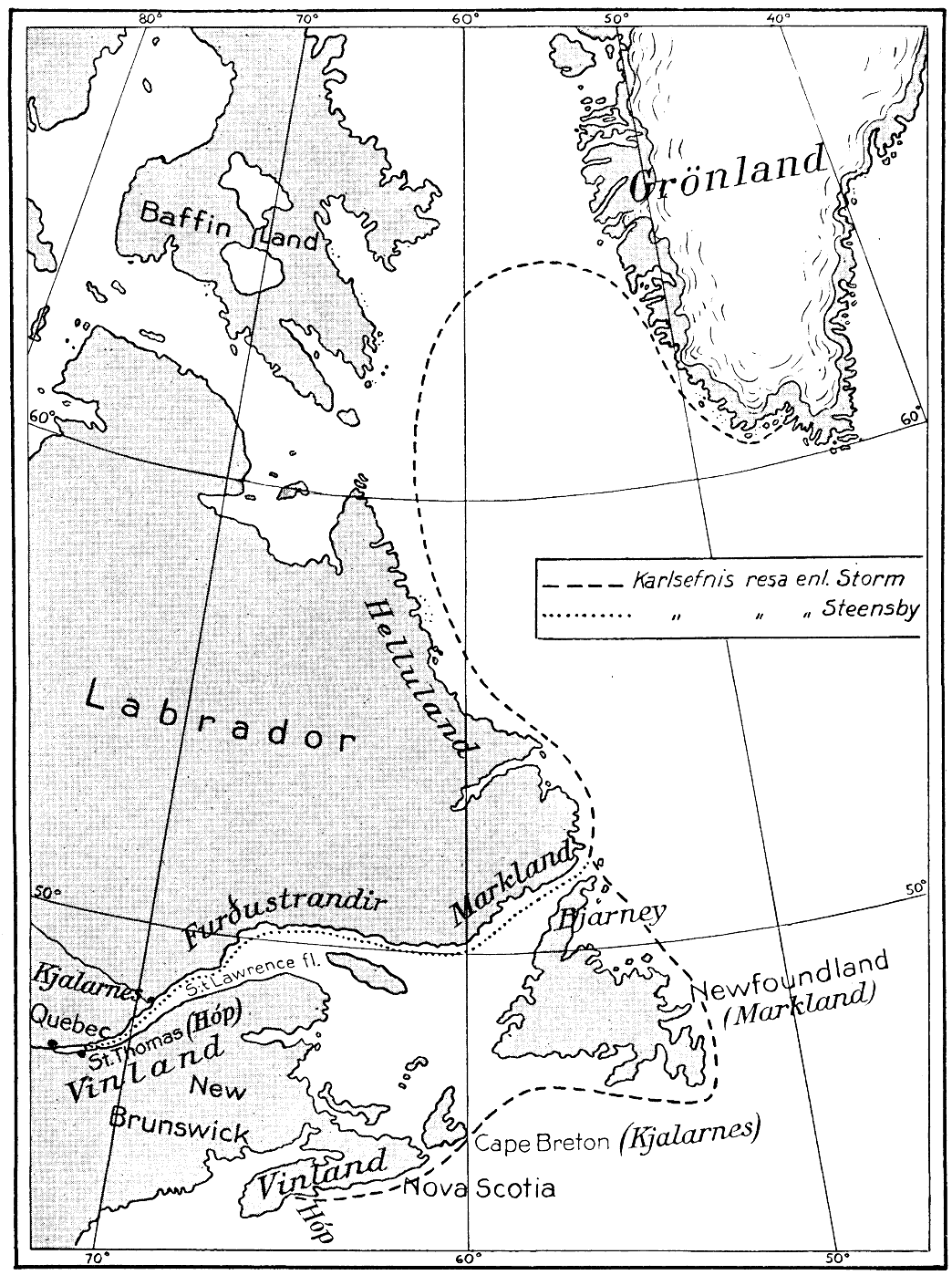
Mapa hipotètic de Vinland, Markland i Helluland
(Nordisk familjebok. 1921)

Markland és el nom donat a una part de la línia costanera de Labrador, Canadà, per part de Leif Eriksson quan arribà a Amèrica del Nord cap a l'any 1000. La paraula Markland prové de l'idioma nòrdic antic per significar "terra arbrada" o "frontera". Es descriu que està al nord de Vinland i al sud de Helluland. Encara que aparentment mai hi va haver assentaments de vikings, probablement hi va haver expedicions fins molt més tard de l'any 1000 per recollir-ne la fusta.
Segons la Saga dels groenlandesos la primera terra que Leif Eriksson va trobar estava coberta per pedres planes (en antic nòrdic hella) i, per tant, va rebre el nom de Helluland. Després Eriksson va arribar a una terra plana, amb arbres i platges de sorra que va anomenar Markland. També explica aquesta saga que 160 homes i dones es van establir a Markland a l'hivern conduïts per Thorfinn Karlsefni (Þorfinnr Karlsefni Þórðarson), cap a l'any 1010.
La tripulació d'Ericson tallaren arbres i els portaren a Groenlàndia on no n'hi ha pràcticament. Més tard es va proposar que probablement Markland era la part sud del Labrador, essent Helluland a la part nord del Labrador (dividits per Badia Groswater/Llac Melville).
L'any 2021 es datà l'arribada dels vikings en l'any 1021, prenent com a referència els anells d'unes fustes tallades amb instruments desconeguts per als natius de la costa: la datació va ser possible pel coneixement d'una tempesta solar l'any 993 que deixà la marca en els anells.